# Counter Terrorist Unit
Counter Terrorist Unit (CTU) är en fiktiv amerikansk myndighet i TV-serien 24. Det är en antiterroriststyrka som jagar terrorister runt om i världen. 
Högkvarteret är beläget i Los Angeles, men det finns andra stationer i bland annat New York och San Francisco.
Den mest kända agenten är Jack Bauer.